# Ателстейн (Вісконсин)
Ателстейн (англ. Athelstane) — місто (англ. town) в США, в окрузі Марінетт штату Вісконсин. Населення — 554 особи (2020).

## Демографія
Згідно з переписом 2010 року, у місті мешкали 504 особи в 233 домогосподарствах у складі 155 родин. Було 1202 помешкання
Расовий склад населення:
| - 97,8 % — білих - 1,0 % — чорних або афроамериканців - 0,8 % — корінних американців |

До двох чи більше рас належало 0,4 %. Частка іспаномовних становила 0,4 % від усіх жителів.
За віковим діапазоном населення розподілялося таким чином: 13,1 % — особи молодші 18 років, 56,9 % — особи у віці 18—64 років, 30,0 % — особи у віці 65 років та старші. Медіана віку мешканця становила 55,9 року. На 100 осіб жіночої статі у місті припадало 108,3 чоловіків;  на 100 жінок у віці від 18 років та старших — 102,8 чоловіків також старших 18 років.
Середній дохід на одне домашнє господарство  становив 43 194 долари США (медіана — 36 563), а середній дохід на одну сім'ю — 48 861 долар (медіана — 45 114). Медіана доходів становила 46 250 доларів для чоловіків та 27 143 долари для жінок. За межею бідності перебувало 13,2 % осіб, у тому числі 6,3 % дітей у віці до 18 років та 9,5 % осіб у віці 65 років та старших.
Цивільне працевлаштоване населення становило 176 осіб. Основні галузі зайнятості: виробництво — 15,9 %, роздрібна торгівля — 14,2 %, мистецтво, розваги та відпочинок — 11,9 %, транспорт — 11,4 %.